# Topáz
A topáz a szilikátásványok közé tartozó ásvány. Kémiai összetétele Al2SiO4(OH,F)2, Kristályszerkezet: (orto)rombos rendszerben kristályosodik. A tiszta topáz átlátszó színtelen, de gyakran tartalmaz szennyeződéseket, melyek elszíneződését okozzák.

## Nevének eredete
A topáz szó az ókorból származik, de a görögök valószínűleg nem a topázt, hanem a krizolitot nevezték így. Agatharkidész i. e. 130 évvel feljegyzéseiben azt írja, hogy a Vörös-tengernek egyik szigetén szép aranyszínű követ lehet találni. A szigetet Topasosnak, az ásványt pedig topáznak nevezték. 1900-ban Egyiptom partja közelében, Seberget szigetén peridotit üregek falán gyönyörű krizolit kristályokat fedeztek fel, ebből arra következtettek, hogy ez lehetett az Agatharkidész által említett Topasos sziget.

## Változatai
A berillhez hasonlóan a topázok között is vannak átlátszatlan, drágakőnek nem alkalmas fajták:
- piknit – tömött, szálas-rudas kifejlődésű változat
- pirofizálit – földpátszerű, vaskos változat

## Ásványtani jellemzői

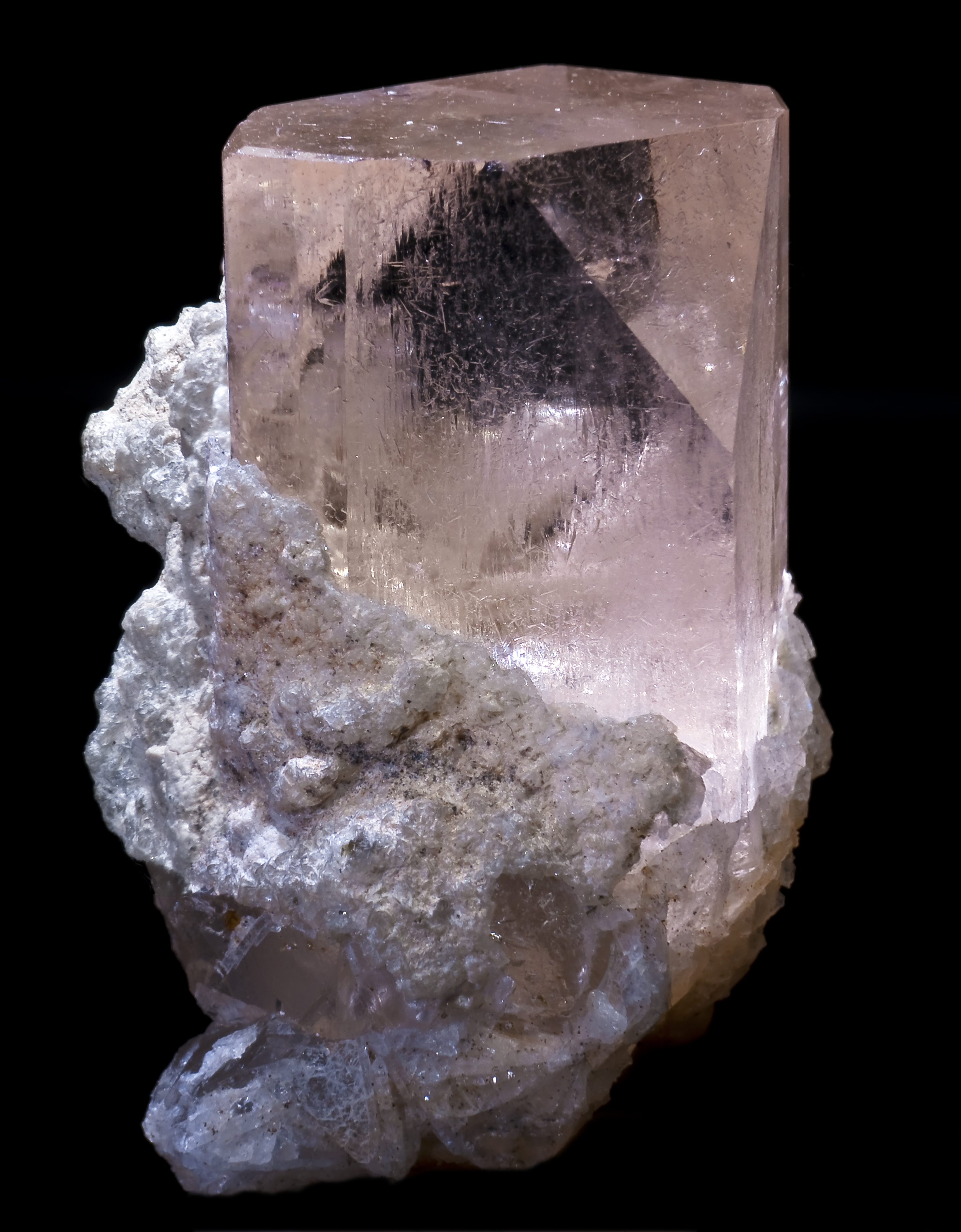
Topáz

vegyi szempontból a topáz egy alumínium-szilikát, amelyben különböző arányban fluor és hidroxilgyök van. A topáz fajsúlya, törésmutatója a fluor és hidroxil-gyök aránya szerint változik. A topáz általános összetétele az Al2((OH,F)2SiO4) képlettel írható le. Egész kis mennyiségben jelen lehet még króm és vas, melyek az ásvány elszíneződését okozzák.
A topáz a rombos rendszerben kristályosodik. A kristályok néha egész egyszerű kifejlődésűek: két függőleges prizma és egy piramis kombinációi, de igen sokszor a kristályok lapokból épülnek fel. Legtöbb esetben a kristályoknak csak a felső részük fejlődik ki, mert alsó részükkel az anyakőzethez nőttek.
A topáznak igen jellemző tulajdonsága, hogy kitűnően hasad a bázislap szerint, úgyhogy a kristályok az alapkőzetről való eltávolítás közben rendesen lehasadnak e lap irányában. A kitűnő hasadás miatt a nagyobb kristályoknak kisebbekre való szétosztása rendkívül könnyű feladat, de annál nagyobb elővigyázatosság szükséges a csiszoláshoz. A topáz törése kagylós és egyenetlen. Keménysége a Mohs-féle skálában 8. Fajsúlya a változó összetételnek megfelelően 3,4-3,6. A topáz a kristálylapokon élénk üveg fényű, a hasadási lapokon gyöngyházfényű.
A topáz optikailag kéttengelyű, pozitív. A törésmutató és kettőstörés értéke a fluor és hidroxil-gyök arányától függ, a hidroxilban gazdagabbaknak nagyobb törésmutatójuk és kisebb kettőstörésük van. A három fő törésmutató napfényben: α = 1,6116, β = 1,6138, λ = 1,6241. A kettőstörés és diszperzió kicsi. A színesek pleokroizmusa gyenge.
A topáz a Röntgen-sugarakat csak félig engedi át.
Igen jellemző a topázra, hogy dörzsöléssel könnyen elektromos lesz s apró papírdarabkákat magához vonz. E tulajdonsága szintén alkalmas hozzá hasonló más ásványoktól való megkülönböztetésére. Jellemző még az is, hogy a felhevített topáz lassan lehűtve, szintén elektromos lesz.
A topázkristályokban igen gyakran vannak folyadékzárványok, amelyek legtöbbnyire csak mikroszkopikusak.
A savak közül a topázt csak a forró kénsav támadja meg; fluorsav nem hat rá.

## Szín

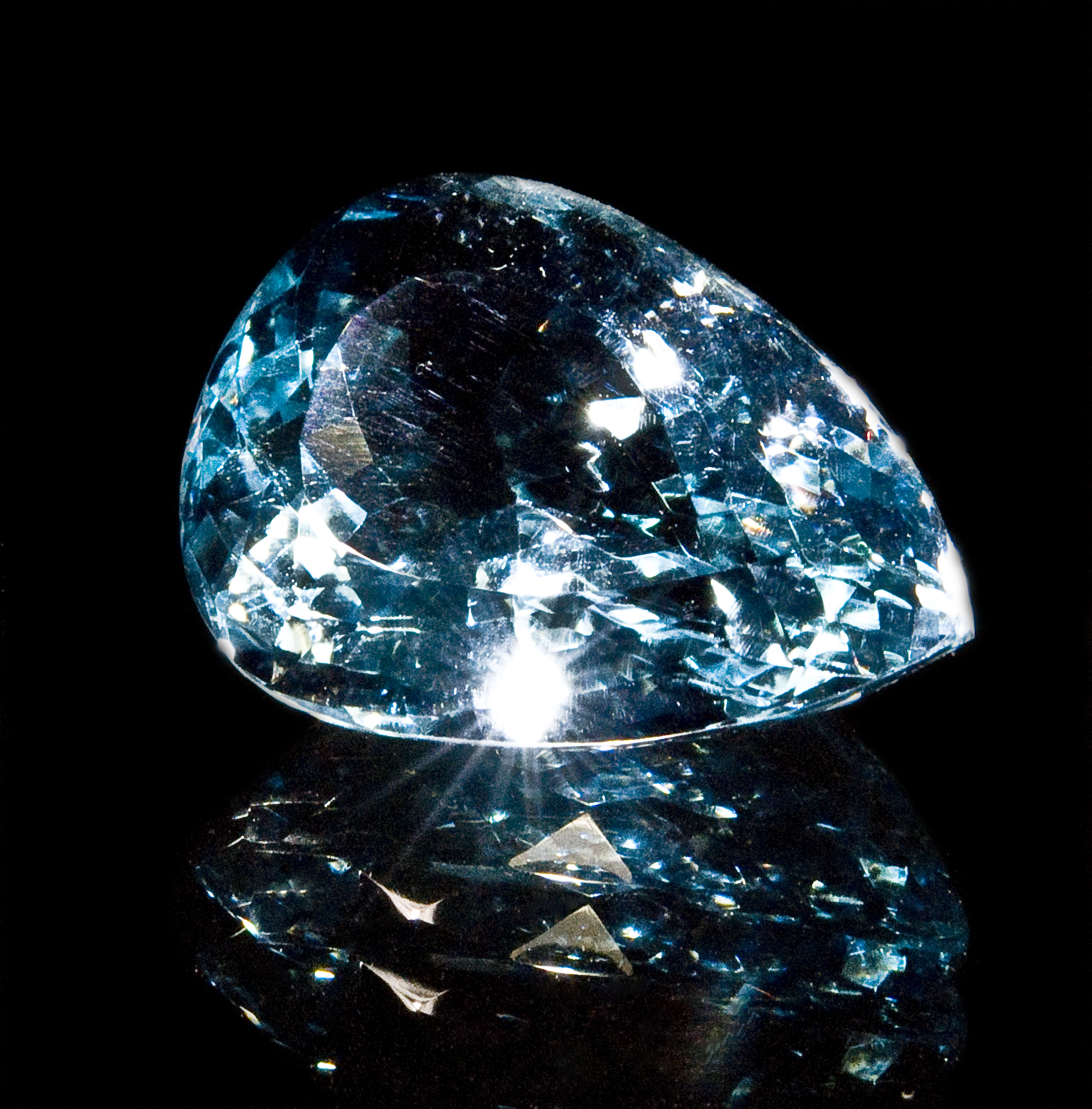
Csiszolt topáz

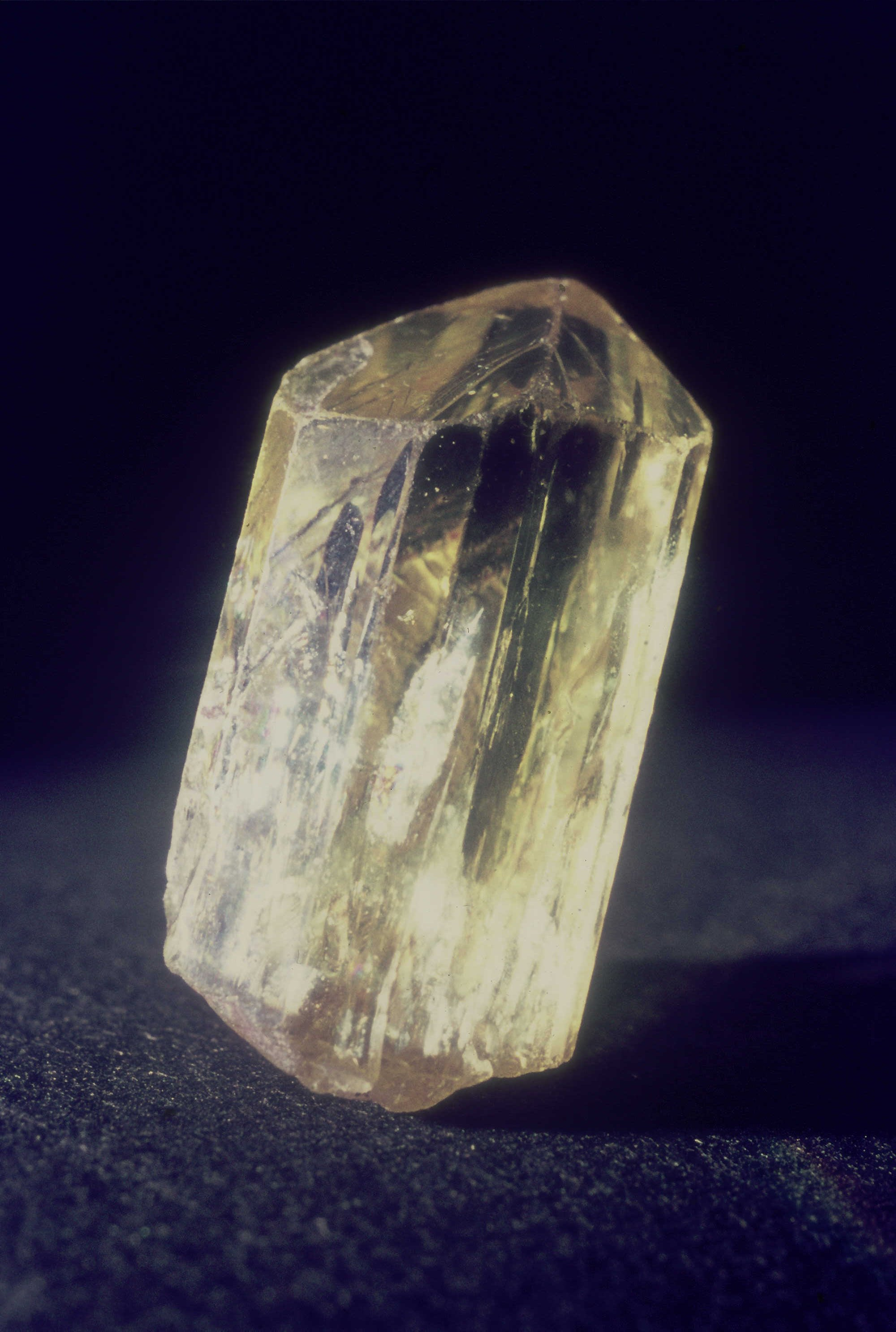
Topáz

A topáz színe változatos. Legjellemzőbb és legelterjedtebb szín a sárga, de gyakoriak a víztiszta és kékszínű, ritkábbak a rózsaszínű kristályok. A topázkristályok többnyire tiszták és átlátszók. A sárga szín a legvilágosabb sárgától egészen a sötét barnássárgáig terjed s a sárga színben igen sokszor kis vörös árnyalat is van. A sárga szín annyira jellemző a topázra, hogy sok más sárga követ jelzőkkel ellátva, topáznak hívnak. Az orientális vagy indiai, vagy királytopáz nem más, mint sárga zafír, a spanyol, madeira, cseh, occidentális és aranytopáz pedig kvarc. Szép sötét sárga topázok Brazíliában fordulnak elő, de ugyanitt aranysárga, mézsárga, borsárga kristályok is vannak. Halványsárga topázok Schneckensteinben (Szászország) találhatók s ezeket szász-topázoknak hívják. Néha a szász kristályok kissé zöldes árnyalatúak s ezeket helytelenül szász-krizolitnak nevezik. A kékszínű topázok legtöbb esetben világos színűek, sokszor kissé zöldes árnyalatúak. A sötétebb kék szín nagyon ritka; újabban Brazíliában találtak sötét, zafírhoz hasonló színű kristályokat. Szép világoskék topázok találhatók az Urál-hegységben az innen származó kék színű topázokat általában szibériai-topáz-nak szokták nevezni. Kissé zöldes árnyalatú, akvamarinhoz hasonló színű topázok, Szibériában fordulnak elő; ezek igen sokszor akvamarin néven kerülnek forgalomba. A folyókavicsok között talált, legömbölyödött élű, víztiszta kristályokat Brazíliában vízcseppek-nek, azaz Pingos d’Agoá-nak nevezik, a drágakőkereskedelemben gouttes d’eau néven vannak forgalomban. A legritkábbak a rózsaszínű topázok, amelyek néha ibolyás árnyalatúak. Brazíliában fordulnak elő, és brazíliai-rubin-nak is nevezik őket.
A topáz színezőanyagára vonatkozó vizsgálatok szerint a sárga színt króm, a rózsaszínt vanádium idézi elő, az akvamarinszínű topázok színező anyaga pedig a vas.
A topáz hevítve színét megváltoztatja. Gyakorlatilag nagy jelentőségű, hogy a sárga- és barnásszínű kövek hevítve rózsaszínűekké válnak, a rózsaszínű topáz tehát sárgából mesterségesen előállítható. Legmegfelelőbbek a hevítésre az aranysárga és vöröses sárga brazíliai topázok. A szükséges hő 300-400 °C; erősebb hevítésnek teljes elszíntelenedés a következménye. Az égetett topázok fénytörése nagyobb és pleokroizmusa erősebb, mint a természetes színű kőé. A hevített topázok ibolyántúli sugarak hatására visszanyerik eredeti színüket; e tulajdonságuknál fogva tehát a természetes kőtől megkülönböztethetők. Kék topázokon hevítéskor nem sikerült színváltozást megfigyelni.
A topázkristályokon különböző sugarak hatására is észlelhető némi színváltozás, Megfigyelték, hogy bizonyos sárga kövek, különösen a Szibéria egyes részeiről származók, napfény hatásának kitéve, néhány hónap alatt színüket teljesen elvesztették, egyes halvány kékszínű kövek pedig halványsárgákká váltak. A narancssárga topázok az ibolyántúli sugarak hatására sötétebbek lettek. A Röntgen-sugarak hatása elég feltűnő: a színtelen topáz sárga lesz, a halványsárga brazíliai sötétebb, narancssárga színt ölt, de a schneckensteini alig változik. A katódsugarak jóformán semmi hatással nincsenek, de a rádiumsugárzás elég élénk változást idéz elő. Hatására a színtelen topáz narancssárga vagy világossárga, a fehéressárga és rózsaszínű sötétnarancsszínű, a sárgásbarna sötétebb sárgásbarna lesz; a schneckensteini sárgásszínű, és a brazíliai kéktopáz nem változik, de a többi kékes topáz sárgás színűvé válik.
Ibolyántúli besugárzásra a rózsaszínű topáz halványbarnássárga, a sárga narancssárga színben fénylik. A Röntgen-sugarak hatása gyenge, katódsugarak a színtelen topázon fakókék vagy sárga, a világoskéken világoskék, a sárgán kék lumineszcencia-jelenségeket idéznek elő. A brazíliai színtelen topázokon, 150 °C-on, igen élénk, különböző színű radiotermolumineszcencia észlelhető.

## Csiszolása és értéke

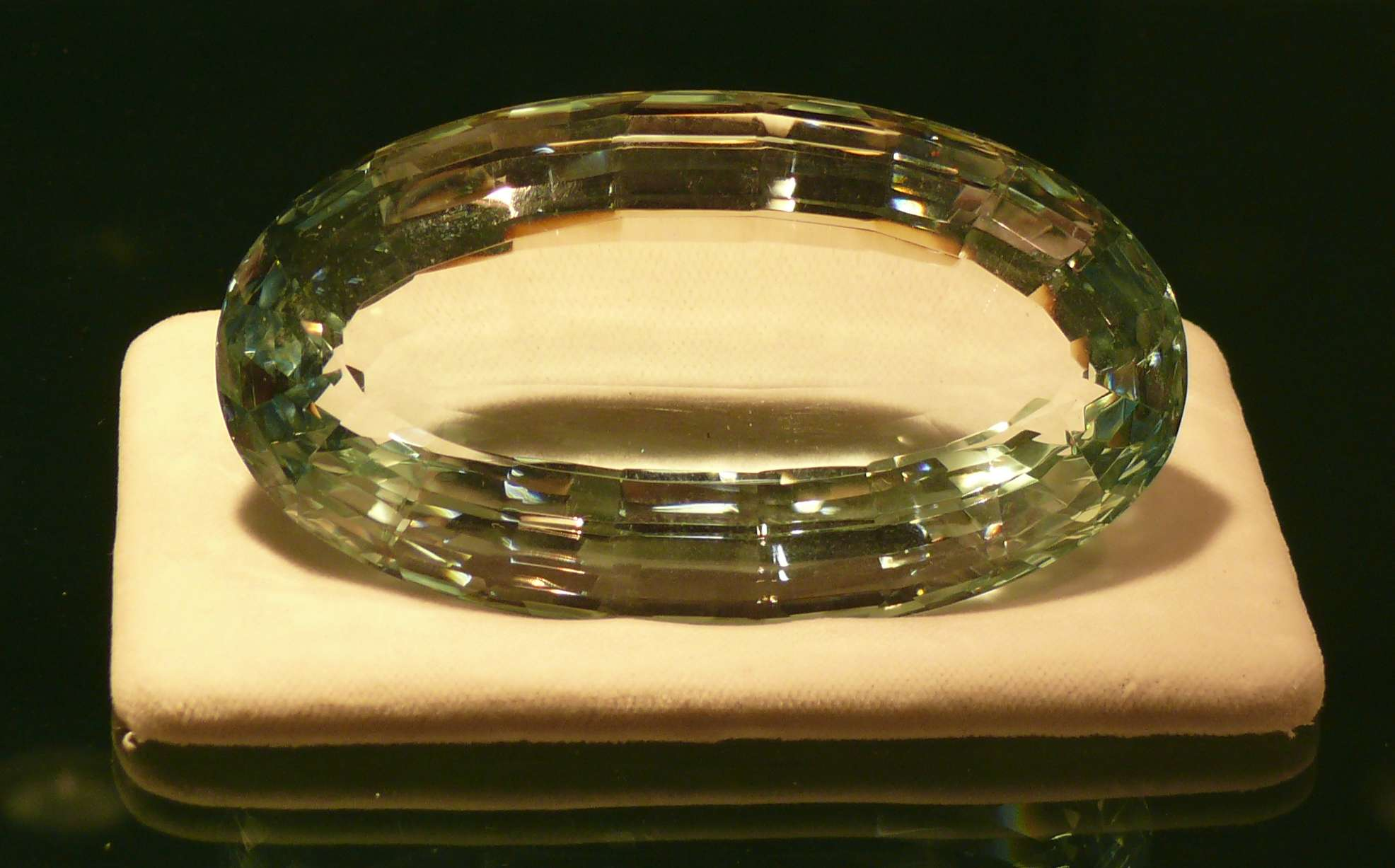
Csiszolt topáz

A sárga és kék topázokat gyakran csiszolják táblás és lépcsős köveknek, a színteleneket pedig drágaköveknek. A topáz nagy fokú hasadása a csiszolásban és fényezésben nagy óvatosságot kíván, ezért a táblalapot a bázislapra merőleges vagy ferde irányban kell elhelyezni.
A színtelen topáz csiszolt állapotban különösen a gyémánttal, fenakittal és színtelen berillel téveszthető össze. A színes kövek akvamarinnal, turmalinnal, citrinnel, égetett ametiszttel cserélhetők könnyen össze.

## Előfordulása
Oroszországban a topáz mindenütt a berill-lel együtt fordul elő. A legszebb és legértékesebb topázok lelőhelye az Urál-hegységben van. Az átlátszó, többnyire kék, vagy kékeszöld, ritkán színtelen kristályok több centiméter nagyságot érnek el, és berillel, füstkvarccal, földpáttal, turmalinnal és lepidolittal a gránitnak agyaggal kitöltött üregeiben találhatók. Jelentős lelőhelyek található a Bajkál-tó környékén is.
Igen gazdagok Brazília topázlelőhelyei is. Itt a sárga és rózsaszínű, valamint a színtelen és világos-kék topázok egymástól szétválasztva, teljesen különböző helyeken és módon fordulnak elő. A sárga topázok lelőhelyeit 1760 körül Ouro Preto (Villa Ricca) közelében, Minas Geraisban fedezték fel, ahol mállott agyagpala üregeiben fehéres és barnás színű, pikkelyes, kő-velőnek nevezett anyagban találják a sárga, barnássárga és rózsaszínű topázkristályokat. Gyakran egy és ugyanazon kristályon a sárga és rózsás szín váltakozik egymással. Igen jellemző a kristályoknak teljesen egyszerű kifejlődése, úgyhogy lapdús kristály csak egészen elvétve akad. A kristályok között a több centiméter nagyságúak sem ritkák.
A víztiszta, és világoskékszínű topázok legfontosabb lelőhelyei Minas Gerais északkeleti részén találhatók, csillámpalákat és gnájszokat átjáró pegmatitok üregeiben. A topáz kíséretében berill, krizoberill, zöld és rózsaszínű turmalin is előfordul. A drágaköveket tartalmazó kőzeterek a föld felszínéhez közel laza, földes kaolinná alakultak s ebből a földes anyagból a kristályok kimállanak és a folyók hordalékába jutnak. A vidék folyóinak hordaléka mind gazdag topázhömpölyökben, amelyeknek nagysága néha igen tekintélyes, és az ökölnagyságot is jóval túlhaladja.
Brazíliában a színtelen topázhömpölyöket a vízcsepp elnevezésen kívül rabszolga gyémánt-oknak is nevezik, mert csiszolva élénk fényük van, és a gyémánthoz hasonlítanak. Ilyen víztiszta topáz a portugál állam birtokában lévő, tyúktojásnagyságú, 1680 karátos, Braganzának nevezett, rendkívüli szépségű kő, amelyet sokáig gyémántnak tartottak.
Srí Lanka lelőhelyeiről is sok szép topáz kerül forgalomba. A színtelen topázokat víz-zafírnak, a világos kékeszöldeket helytelenül akvamarinnak hívják. Ezeken kívül különféle árnyalatban sárgaszínű topázok is találhatók, amelyeknek egy szép, sáfránysárga fajtája indiai topáz néven szerepel.
Európa legfontosabb és legérdekesebb topázlelő helye: Schneckenstein, Muldenhammer község területén, Szászországban: az itt előforduló topáznak azonban ma már, mint drágakőnek, nem nagy a jelentősége. A topázok kőzete turmalintartalmú, kvarcitos agyagpala-breccsa, amelynek a kötőanyaga kvarc és topáz. A legszebb schneckensteini topázok ma a drezdai Grünes Gewölbe gyűjteményében találhatók, részben szabadon, részben ékszerekbe foglalva. A kristályok ritkán érik el az 1–2 cm-es méretet, de azért ennél nagyobbak is előfordulnak. A schneckensteini topáz színe nem olyan élénk és sötét, mint a brazíliaiaké, hanem halványabb, inkább borsárga, de azért sötétebbek és színtelenek is előfordulnak.
Az Amerikai Egyesült Államokban és Mexikóban több helyen is előfordul, de a drágakőnek megfelelő anyag elég kevés.